# Impressions (album John Coltrane)
| Recensione                          | Giudizio |
| ----------------------------------- | -------- |
| Down Beat (LP originale)            | [ 1 ]    |
| AllMusic                            | [ 2 ]    |
| Down Beat (Ristampa)                | [ 3 ]    |
| The Rolling Stone Jazz Record Guide | [ 4 ]    |

Impressions è il 14º album discografico di John Coltrane, pubblicato nel 1963 dalla Impulse! Records.

## Descrizione
L'album contiene la performance del "quartetto classico" di John Coltrane, composto da Coltrane, McCoy Tyner, Jimmy Garrison, ed Elvin Jones; raggiunti anche da Eric Dolphy e da Reggie Workman per la traccia live registrata al club Village Vanguard.
La title track dell'album, il brano Impressions, è una composizione dello stesso Coltrane basata sulla celebre So What di Miles Davis, e contiene un assolo di Coltrane della durata di quasi quindici minuti.
La musica riflette l'eclettica evoluzione musicale ed emotiva di Coltrane, mentre esplora il jazz modale, la musica tradizionale indiana, il blues, e persino una canzone folk tradizionale svedese (quest'ultima non venne inclusa nell'edizione originale dell'album del 1963, ma soltanto in una raccolta degli anni settanta e nelle successive riedizioni dell'album in CD).

## Eight Miles High: un connubio Jazz/Rock
Mentre erano in tour a fine 1965, i Byrds avevano portato con loro soltanto una musicassetta con registrata musica di Ravi Shankar su un lato, e Impressions e Africa/Brass di Coltrane sull'altro.
(Roger McGuinn)
Il risultato di questi ripetuti ascolti portò alla composizione del celebre brano Eight Miles High, riconosciuto omaggio a Coltrane da parte della band, in particolare al brano India presente su Impressions.

## Tracce
LP originale Impressions, 1963 (Impulse AS-42)
1. India – 14:07
2. Up 'Gainst the Wall  – 3:12
3. Impressions – 15:03
4. After the Rain – 4:09

Bonus track pubblicata in origine in The Definitive Jazz Scene Volume 2, 1974 (Impulse AS-100) e nella ristampa del 2000
- Dear Old Stockholm – 10:38

## Formazione
- John Coltrane - sax soprano, sax tenore
- Eric Dolphy - clarinetto basso, sax alto
- McCoy Tyner - pianoforte
- Jimmy Garrison - contrabbasso
- Reggie Workman - basso
- Elvin Jones - batteria
- Roy Haynes - batteria
- Bob Thiele - produttore
- Rudy Van Gelder - ingegnere del suono

## Classifiche
| Classifica (2021) | Posizione massima |
| ----------------- | ----------------- |
| Grecia            | 75                |